# Cantone di Gevrey-Chambertin
Il Cantone di Gevrey-Chambertin era una divisione amministrativa dell'arrondissement di Digione.
A seguito della riforma approvata con decreto del 18 febbraio 2014, che ha avuto attuazione dopo le elezioni dipartimentali del 2015, è stato soppresso.

## Composizione
Comprendeva i comuni di:
- Barges
- Bévy
- Brochon
- Broindon
- Chambœuf
- Chambolle-Musigny
- Chevannes
- Clémencey
- Collonges-lès-Bévy
- Corcelles-lès-Cîteaux
- Couchey
- Curley
- Curtil-Vergy
- Détain-et-Bruant
- Épernay-sous-Gevrey
- L'Étang-Vergy
- Fénay
- Fixin
- Gevrey-Chambertin
- Messanges
- Morey-Saint-Denis
- Noiron-sous-Gevrey
- Quemigny-Poisot
- Reulle-Vergy
- Saint-Philibert
- Saulon-la-Chapelle
- Saulon-la-Rue
- Savouges
- Segrois
- Semezanges
- Ternant
- Urcy